# Mulliners
Mulliners (auch: Mulliners of Birmingham) war ein britischer Stellmacherbetrieb, der im ausgehenden 19. Jahrhundert mit der Fertigung von Kutschen begann und in der ersten Hälfte des 20. Jahrhunderts zu einem Hersteller von Automobilkarosserien wurde. Mulliners war Zulieferer kleiner und mittelgroßer Automobilhersteller, die er mit standardisierten Aufbauten für Serienmodelle versorgte.

## Familienbeziehungen
Zeitweise nutzten vier verschiedene Karosseriebauunternehmen in Großbritannien den Namen Mulliner. Seitens der Inhaber bzw. Gründer gab es zwar familiäre Verflechtungen; Geschäftsverbindungen entstanden daraus allerdings nicht. Alle Mulliner-Betriebe waren formal und organisatorisch selbstständig.
- Gemeinsamer Ursprung war das in Northampton ansässige Unternehmen Arthur Mulliner (anfänglich: Mulliners of Northampton), das auf das Jahr 1760 zurückging.
- In Liverpool war seit 1854 außerdem der Kutschenhersteller A. G. Mulliner ansässig.
- 1882 eröffneten Arthur Mulliner aus Northampton und A. G. Mulliner aus Liverpool einen gemeinsamen Showroom im wohlhabenden Londoner Stadtteil Mayfair, den sie unter der Bezeichnung Mulliner (London) Ltd. führten. Dieses Londoner Unternehmen übernahm Henry Jervis Mulliner, aus dem im Jahr 1900 H. J. Mulliner & Co. wurde. Nach einer Fusion mit Park Ward firmierte das Unternehmen ab 1961 schließlich als Mulliner Park Ward.
- Unabhängig davon existierte seit dem Beginn des 19. Jahrhunderts in Leamington Spa ein eigenständiges Karosseriebauunternehmen, das 1896 nach Birmingham verlegt und in Mulliners bzw. Mulliners of Birmingham umfirmiert wurde. Dieser Betrieb ist Gegenstand dieses Artikels.

## Unternehmensgeschichte

### Anfänge in Leamington Spa

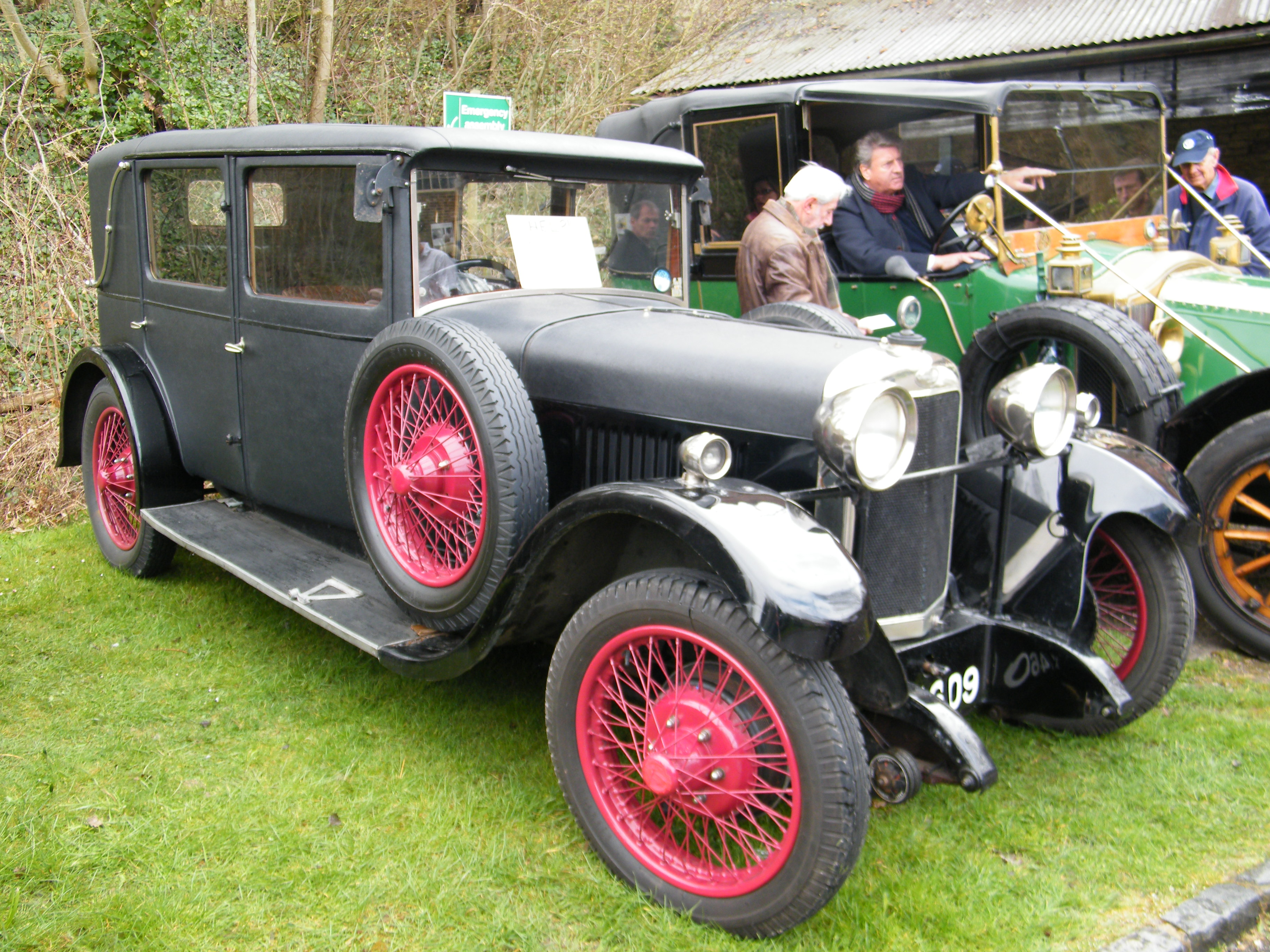
Sunbeam 16 mit Weymann-Karosserie von Mulliners (1930)

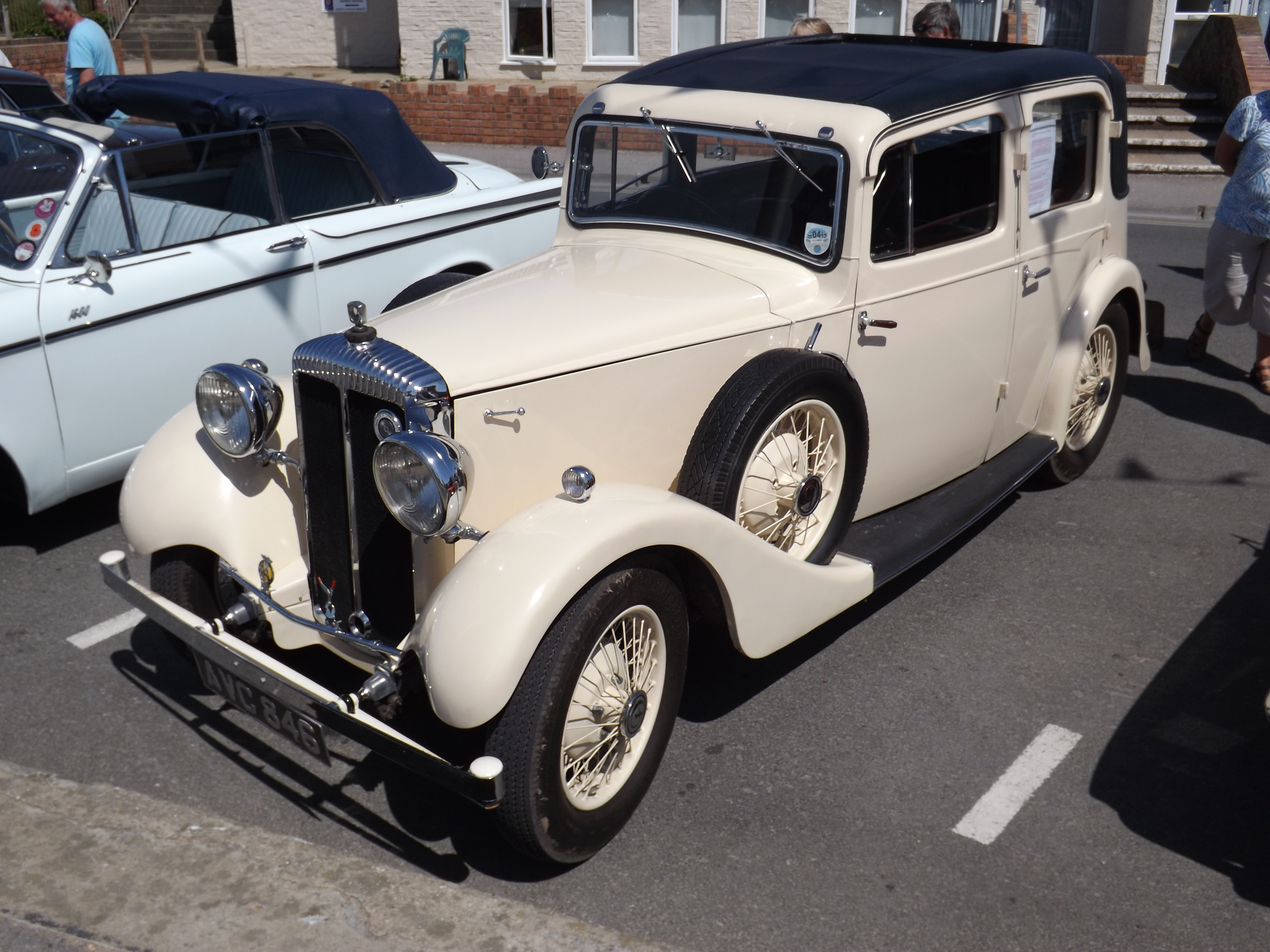
Daimler 15 Vier-Fenster-Saloon von Mulliners (1935)

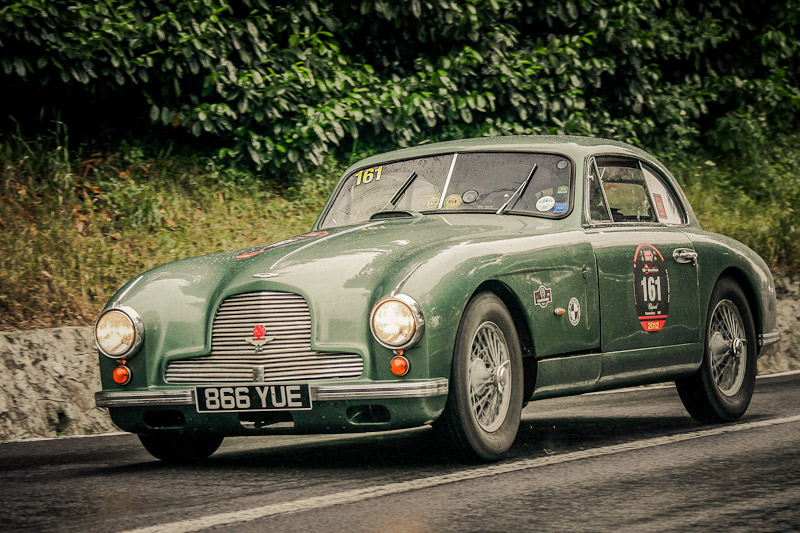
Aston Martin DB2

Mulliners of Birmingham geht auf einen Kutschenhersteller zurück, der zu Beginn des 19. Jahrhunderts im britischen Kurort Leamington Spa die Arbeit aufnahm. An der Gründung waren Mitglieder der Familie Mulliner beteiligt, die in Northampton einen Stellmacherbetrieb namens Arthur Mulliner unterhielten. Ziel war es, die wohlhabende Kundschaft des seinerzeit sehr attraktiven Kurorts direkt mit hochpreisigen Kutschen zu versorgen. Beide Betriebe arbeiteten unabhängig voneinander. 1887 übernahm Arthur Felton Mulliner, ein Sohn Henry Mulliners, die Leitung der Arthur Mulliner Ltd. in Northampton, während zur gleichen Zeit Arthurs Bruder Herbert Hall Mulliner Direktor des Unternehmens in Leamington Spa wurde.

### Neue Eigentümer: Cammell Laird und Calthorpe
In der Erwartung, Leamington Spa werde künftig einen Großteil seiner exklusiven Kundschaft verlieren, verlegte Herbert Mulliner den Betrieb 1896 in den Stadtteil Bordesley Green der 50 km entfernten Großstadt Birmingham. 1903 wurde das Unternehmen an Cammell Laird verkauft. Herbert Mulliner blieb bis 1909 im Vorstand; parallel dazu führte er auch eine Reihe von Rüstungsunternehmen.
In den ersten Jahren stellte Mulliners noch Kutschen her. Zu den Besonderheiten des Unternehmens gehörte es, dass es Versicherungen für Unfälle mit den Fahrzeugen anbot. 1896 erschienen die ersten Automobilkarosserien Mulliners’. Zunächst wurden Fahrgestelle von Daimler karossiert, zu Beginn des 20. Jahrhunderts war dann Calthorpe, ein in Birmingham ansässiger Hersteller kleinerer Automobile, der wichtigste Auftraggeber Mulliners. 1913 verkaufte Cammell Laird den Karosseriehersteller an Calthorpe. In den folgenden 10 Jahren fertigte Mulliner daraufhin ausschließlich Aufbauten für das Mutterunternehmen.

### Neugründung nach Management-Buy-Out
Als Calthorpe 1924 zahlungsunfähig wurde und in Liquidation ging, kam es bezüglich einzelner Unternehmensbestandteile zu einem Management-Buy-Out: Louis Antweiler, ein Calthorpe-Direktor, kaufte das Material sowie die Namensrechte und etablierte Mulliners Ltd. 1924 am bisherigen Standort neu.
Unter Antweilers Leitung konzentrierte sich Mulliners – anders als etwa H. J. Mulliner – auf vereinheitlichte Serienkarosserien, die im Rahmen längerfristiger Verträge an verschiedene Hersteller geliefert wurden. Sie dienten als Ergänzungen zu den werksseitig angebotenen Standardaufbauten. Der erste Auftraggeber nach Mulliners’ neuerlicher Unabhängigkeit war Clyno, wenig später kam Austin hinzu. Mulliners fertigte in dieser Zeit bevorzugt kunstlederbezogene Aufbauten nach Weymann-Patent und später sogenannte Semi-Weymanns, bei denen die Karosserie teilweise aus Kunstleder und teilweise aus Stahl bestand. Im Austin-Programm ergänzte Mulliners damit bis 1930 die werksseitig angebotenen Versionen mit Stahlkarosserie, die Pressed Steel zulieferte. Als das Interesses an Weymann-Karosserien nachließ, löste Austin den Vertrag mit Mulliners. Stattdessen belieferte Mulliners zunächst vorübergehend die Rootes-Gruppe (Hillman Minx, Humber Snipe) mit Stahlaufbauten, bevor es ab 1932 zu dem bevorzugten Karosserielieferanten für Daimler und Lanchester wurde. Für Daimler fertigte Mulliners die Standardaufbauten der preiswerteren Modelle, während die Aufbauten der teuren Varianten Arthur Mulliner lieferte. Ab 1937 produzierte Mulliners auch die Standardaufbauten für den Alvis 12/70.
Im Zweiten Weltkrieg kam die Produktion ziviler Karosserien zum Erliegen. Mulliners stellte stattdessen Militärfahrzeuge und Flugzeugrümpfe her.

### Anbindung an Standard Triumph
Nach Kriegsende begann Mulliners, Coupé- und Cabriolet-Aufbauten für den Alvis TA 14 herzustellen. Kurz danach erhielt das Unternehmen den Auftrag von Aston Martin, die Karosserien für den DB2 zu bauen; wenig später kamen die Standardkarosserien für den Daimler Consort und den Daimler Sportsman hinzu. In den frühen 1950er-Jahren ergaben sich schließlich Verbindungen zum Großerserienhersteller Standard Triumph; Mulliners fertigte unter anderem die Kombiversionen des Standard Vanguard und besondere Aufbauten für den Triumph Renown. Um die Kapazitäten zu vergrößern, übernahm Mulliners in den 1950er-Jahren den Zulieferbetrieb Forward Radiator. 1958 wurde Mulliners von Standard Triumph aufgekauft; die Werksanlagen wurden in die Standard-Organisation integriert. Nachdem Standard Triumph 1960 von Leyland übernommen worden war, endete die Karosserieproduktion bei Mulliners. Das Werk wurde 1961 aus Rationalisierungsgründen geschlossen; 750 der insgesamt 800 Beschäftigten wurden entlassen. Leyland nutzte den Namen Mulliners noch bis 1962 für einige Karosserieversionen, die tatsächlich von unterschiedlichen Karosserieherstellern in den Midlands in Auftragsarbeit hergestellt wurden.

## Galerie

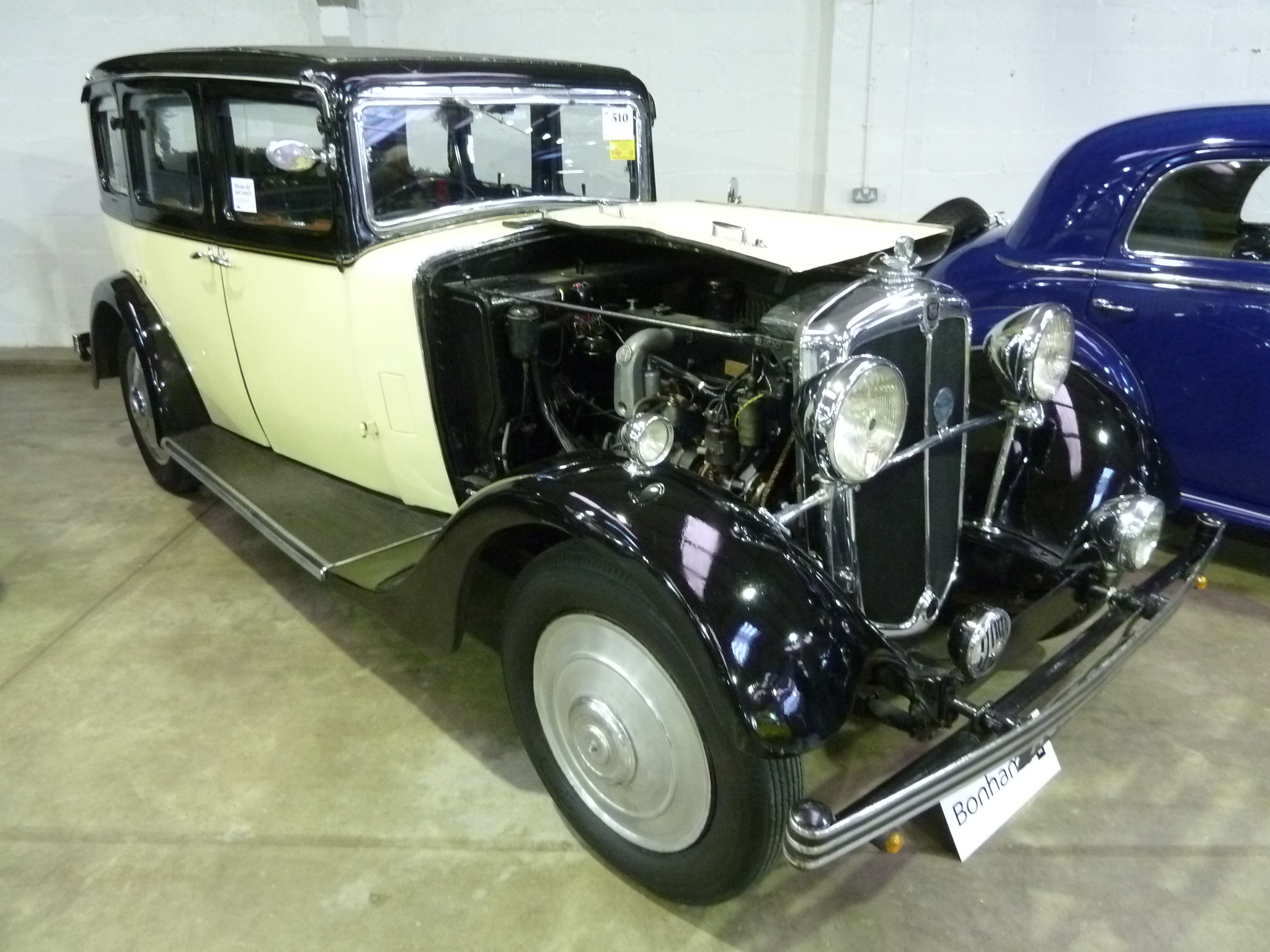
Morris Isis Saloon
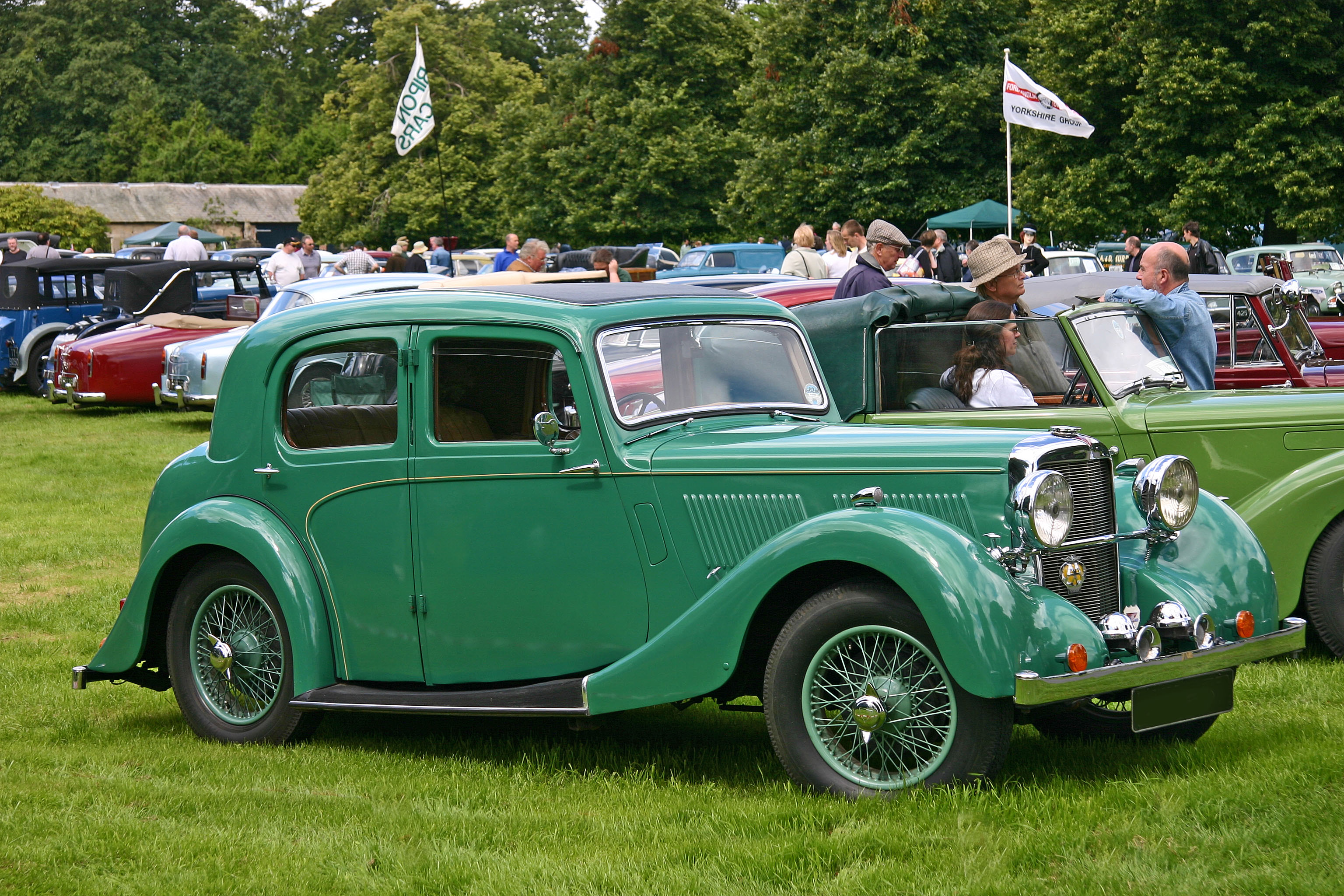
Alvis 12/70 Saloon (1939)
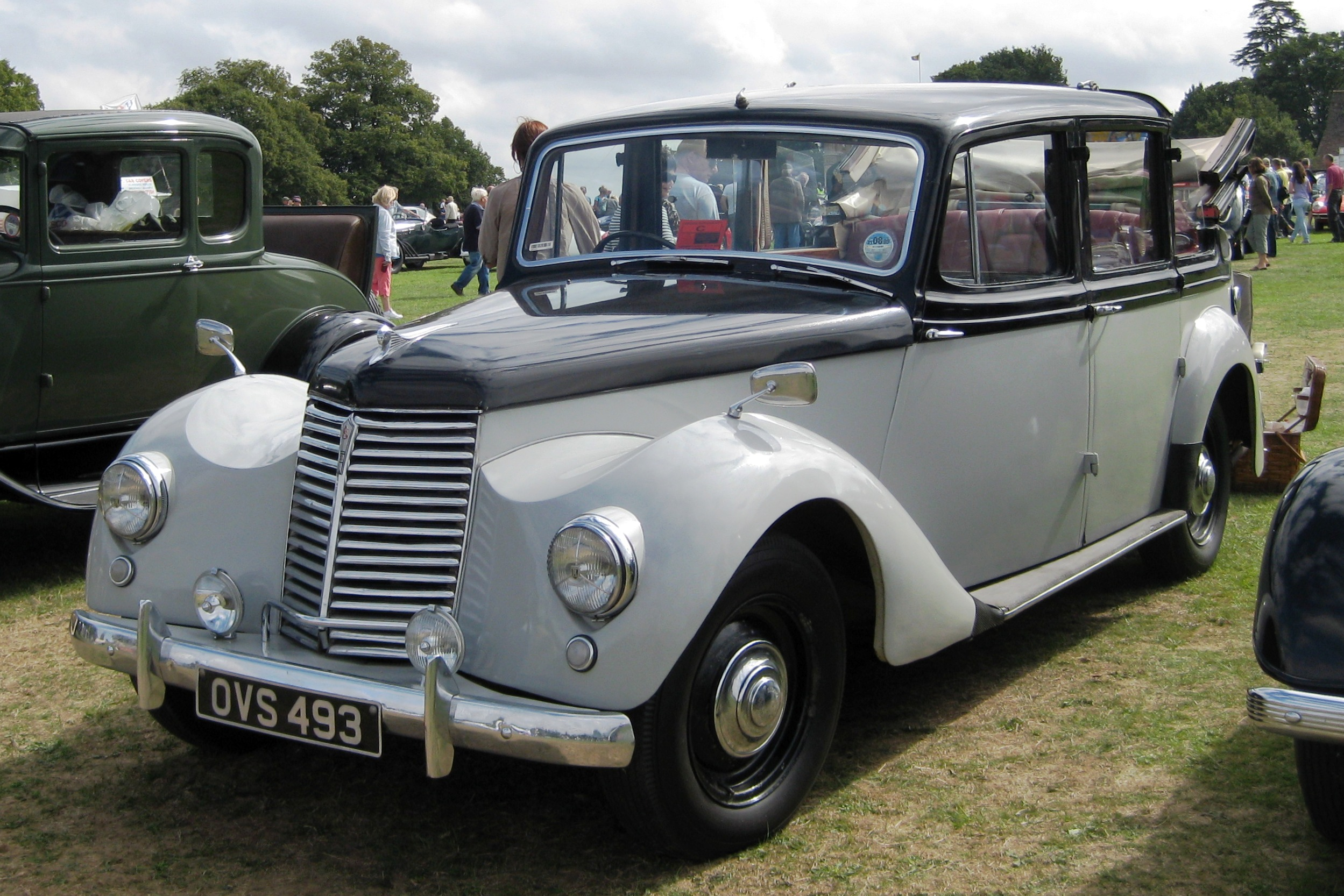
Armstrong Siddeley (1951)
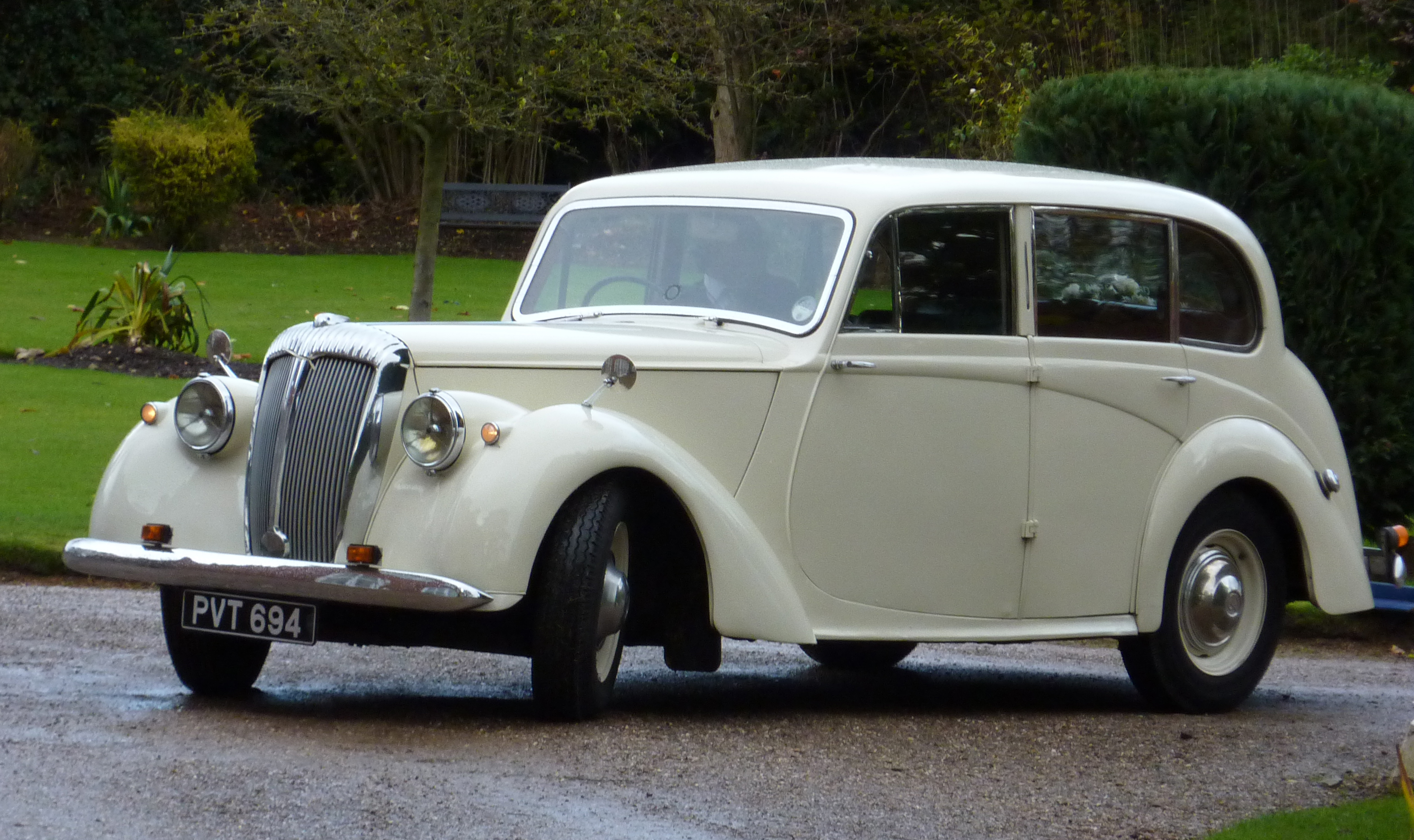
Daimler Consort
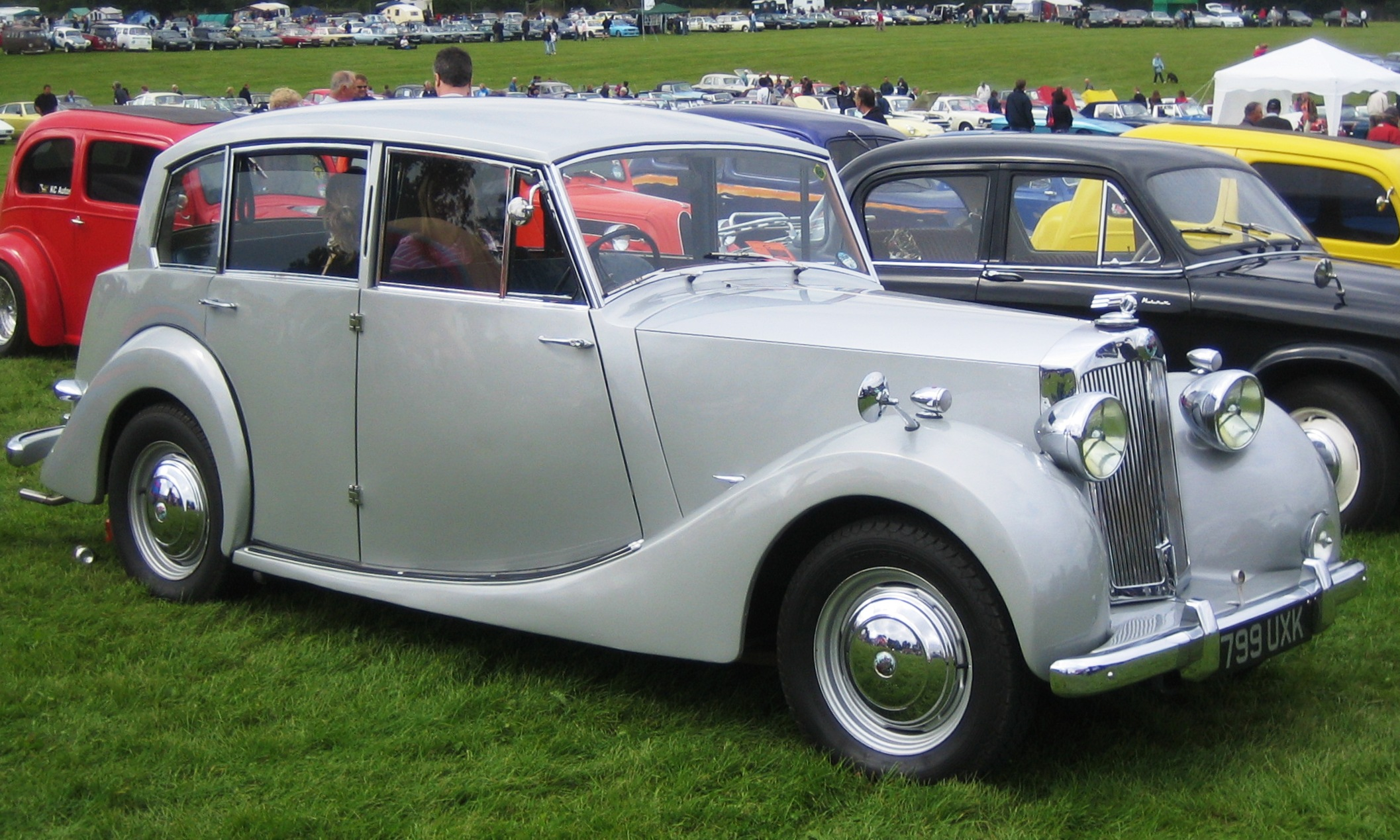
Triumph Renown (1954)
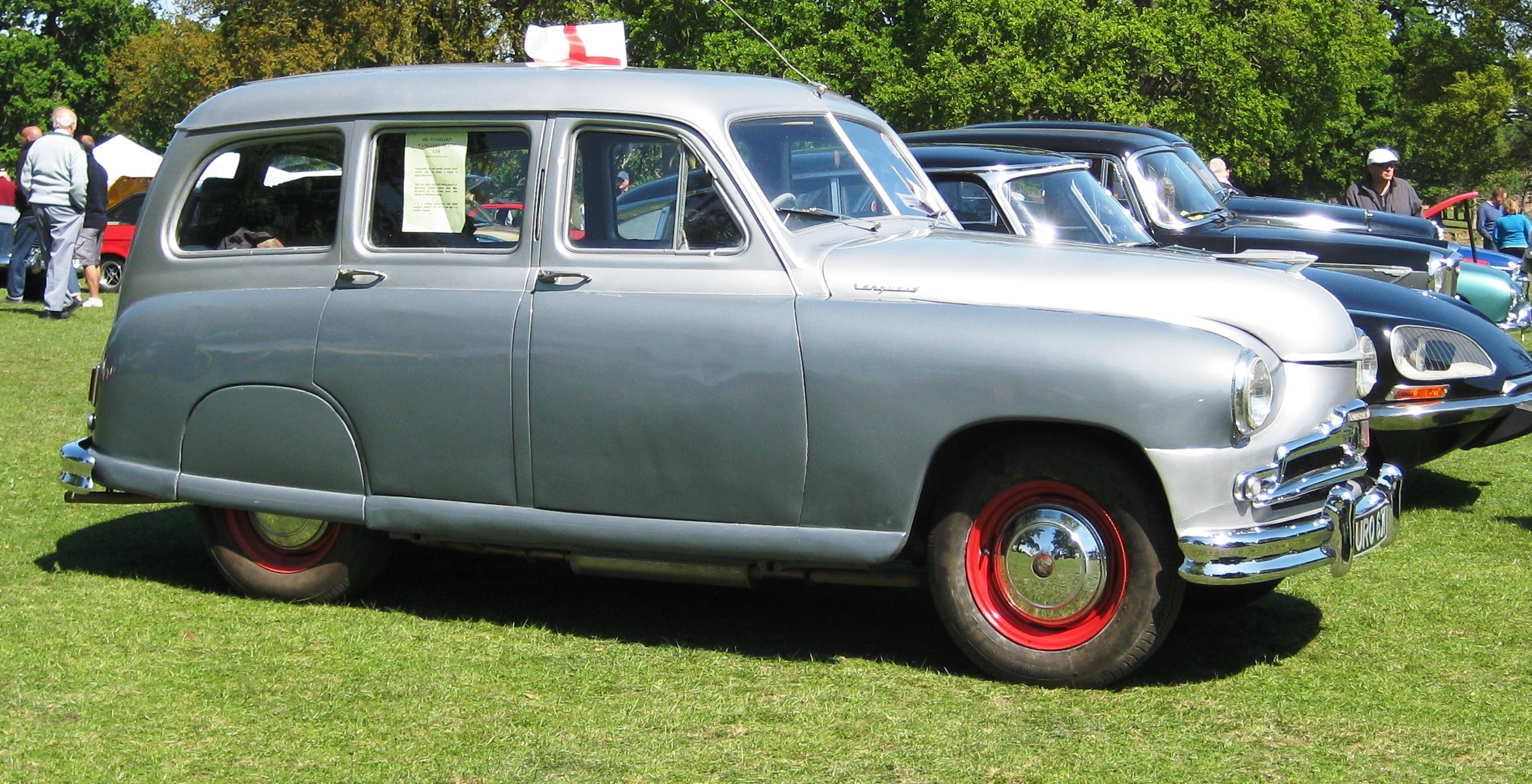
Standard Vanguard Estate (1955)